# Lijst van S-zinnen
Verwijzingen naar R- en S-zinnen kwamen voor op verpakkingen en beschrijvingen van chemische stoffen en hadden betrekking op risico's (R-zinnen) en veiligheidsmaatregelen (S-zinnen). Tussen 2010 en 2015 werden de R- en S-zinnen vervangen door de H- en P-zinnen op basis van de nieuwe EU-verordening Globally Harmonised System of Classification and Labelling of Chemicals (GHS).

## Lijst van S-zinnen

### Enkelvoudige S-zinnen
- Opmerking: S-zinnen 10, 11, 19, 31, 32, 34, 44, 54, 55 en 58 bestaan niet (meer).
- S 1: Achter slot bewaren.
- S 2: Buiten bereik van kinderen bewaren.
- S 3: Op een koele plaats bewaren.
- S 4: Verwijderd van woonruimten opbergen.
- S 5: Onder ... houden (geschikte vloeistof opgegeven door fabrikant).

- S 6: Onder ... houden (inert gas opgegeven door fabrikant).
- S 7: In goed gesloten verpakking bewaren.
- S 8: Verpakking droog houden.
- S 9: Op een goed geventileerde plaats bewaren
- S 12: De verpakking niet hermetisch sluiten.

- S 13: Verwijderd houden van eten, drinken en diervoeder.
- S 14: Verwijderd houden van ... (in te vullen door fabrikant).
- S 15: Verwijderd houden van warmte.
- S 16: Verwijderd houden van ontstekingsbronnen. Niet roken.
- S 17: Verwijderd houden van brandbare stoffen.

- S 18: Verpakking voorzichtig behandelen en openen.
- S 20: Niet eten of drinken tijdens gebruik.
- S 21: Niet roken tijdens gebruik.
- S 22: Stof niet inademen.
- S 23: Gas/rook/damp/nevel niet inademen (toepasselijke term(en) dienen aangegeven te worden door de fabrikant).

- S 24: Aanraking met de huid vermijden.
- S 25: Aanraking met de ogen vermijden.
- S 26: Bij aanraking met de ogen onmiddellijk met overvloedig water afspoelen en deskundig medisch advies inwinnen.
- S 27: Verontreinigde kleding meteen uittrekken.
- S 28: Na aanraking met de huid onmiddellijk wassen met veel... (aan te geven door fabrikant).

- S 29: Afval niet in de gootsteen werpen.
- S 30: Nooit water op deze stof gieten.
- S 33: Maatregelen treffen tegen ontladingen van statische elektriciteit.
- S 35: Deze stof en de verpakking op veilige wijze afvoeren.
- S 36: Draag geschikte beschermende kleding.

- S 37: Draag geschikte handschoenen.
- S 38: Bij ontoereikende ventilatie een geschikte ademhalingsbescherming dragen.
- S 39: Een bescherming voor de ogen/ voor het gezicht dragen.
- S 40: Voor de reiniging van de vloer en alle voorwerpen verontreinigd met dit materiaal, ... gebruiken (aan te geven door de fabrikant).
- S 41: In geval van brand en/of explosie inademen van rook vermijden.
- S 43: Gebruik ... om te blussen (aan te geven door de fabrikant).

- S 45: In geval van ongeval of indien men zich onwel voelt, onmiddellijk een arts raadplegen en het etiket tonen.
- S 46: In geval van inslikken onmiddellijk een arts raadplegen en verpakking of etiket tonen.
- S 47: Bewaren bij een temperatuur beneden ...°C (Aan te geven door de fabrikant).
- S 48: Inhoud vochtig houden met ... (Aan te geven door de fabrikant).
- S 49: Uitsluitend in de oorspronkelijke verpakking bewaren.

- S 50: Niet vermengen met ... (Aan te geven door de fabrikant).
- S 51: Uitsluitend op goed geventileerde plaatsen gebruiken.
- S 52: Niet voor gebruik op grote oppervlakken in woon- en verblijfruimten
- S 53: Blootstelling vermijden - voor gebruik speciale aanwijzingen raadplegen.
- S 60: Dit materiaal en zijn verpakking moeten als gevaarlijk afval ontdaan worden.
- S 61: Voorkom lozing in het milieu. Vraag om speciale instructies/veiligheidskaart.
- S 62: Bij inslikken niet het braken opwekken; direct een arts raadplegen en de verpakking of het etiket tonen.

- S 63: Bij een ongeval door inademing: slachtoffer in de frisse lucht brengen en laten rusten.
- S 64: Bij inslikken, mond met water spoelen (alleen als de persoon bij bewustzijn is).

### Gecombineerde S-zinnen
- S 1/2: Achter slot en buiten bereik van kinderen bewaren
- S 3/9: Op een koele en goed geventileerde plaats bewaren
- S 3/7/9: Gesloten verpakking op een koele en goed geventileerde plaats bewaren
- S 7/9: Gesloten verpakking op een goed geventileerde plaats bewaren
- S 7/8: Droog houden en in een goed gesloten verpakking bewaren
- S 20/21: Niet eten, drinken of roken tijdens gebruik
- S 24/25: Aanraking met de ogen en de huid vermijden
- S 36/37: Draag geschikte handschoenen en beschermende kleding
- S 36/39: Draag geschikte beschermende kleding en een beschermingsmiddel voor de ogen/voor het gezicht
- S 37/39: Draag geschikte handschoenen en een beschermingsmiddel voor de ogen/voor het gezicht
- S 36/37/39: Draag geschikte beschermende kleding, handschoenen en een beschermingsmiddel voor de ogen/voor het gezicht
- S 3/14: Bewaren op een koele plaats verwijderd van .... (stoffen, waarmee contact vermeden dient te worden, aan te geven door de fabrikant)
- S 3/9/14: Bewaren op een koele, goed geventileerde plaats verwijderd van .... (stoffen, waarmee contact vermeden dient te worden, aan te geven door de fabrikant)
- S 3/9/14/49: Uitsluitend in de oorspronkelijke verpakking bewaren op een koele goed geventileerde plaats verwijderd van .... (stoffen, waarmee contact vermeden dient te worden, aan te geven door de fabrikant)
- S 47/49: Uitsluitend in de oorspronkelijke verpakking bewaren bij een temperatuur beneden ... °C (aan te geven door de fabrikant)